# جواهر

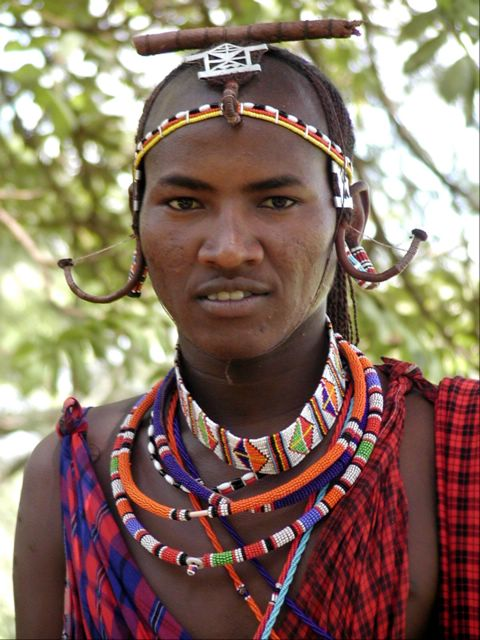
یک مرد کنیایی آراسته به جواهرات

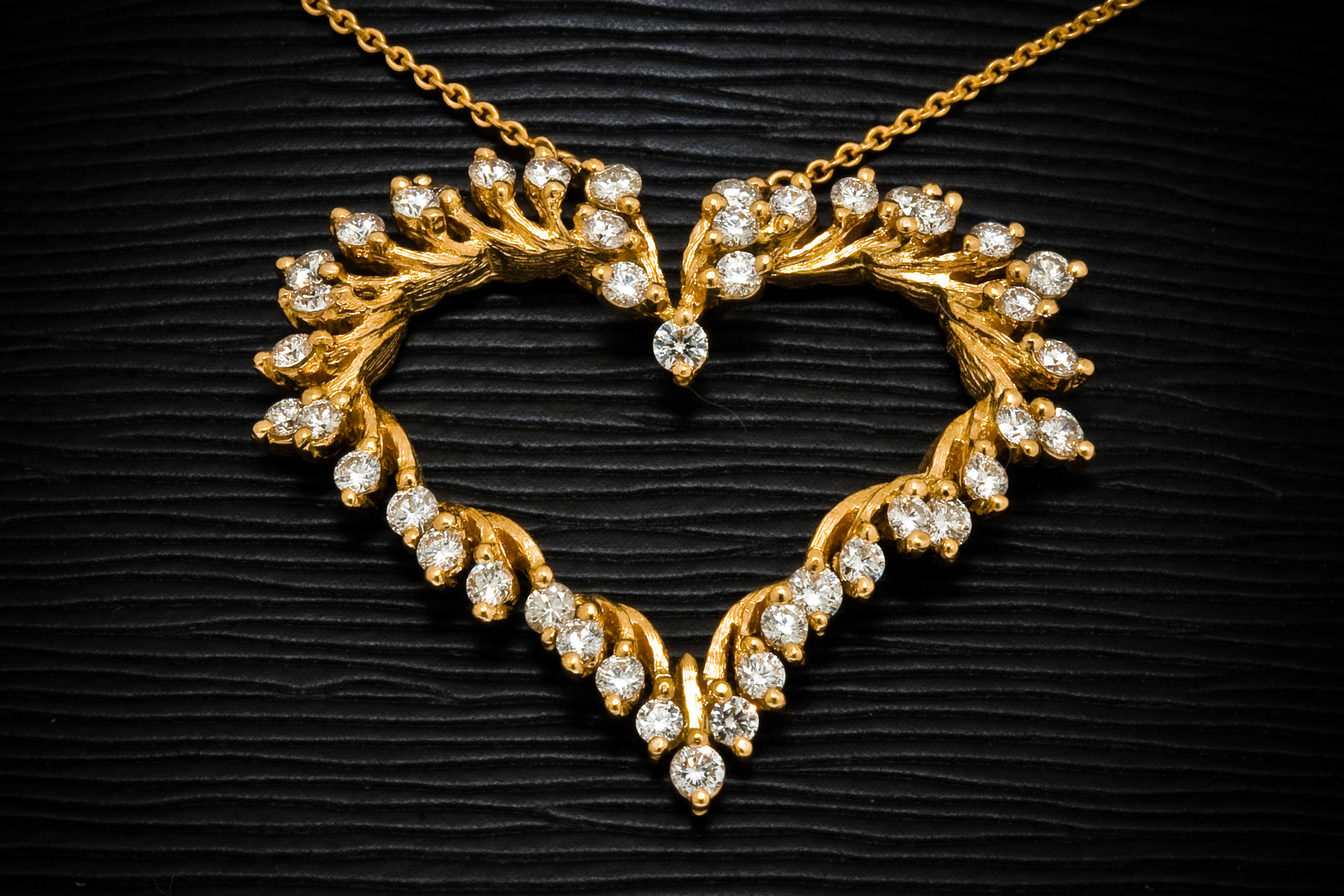
جواهرات عصر جدید

زیورآلات یا جواهر اشیا تزئینی کوچکی هستند که برای زینت شخصی به صورت سنجاق (ابزار)، حلقه یا انگشتر، گردنبند، گوشواره، دست‌بند (زینتی) و پابند استفاده می‌شوند. این اشیا می‌توانند به بدن انسان یا لباس او متصل باشند. عبارت اشیا تزئینی در اینجا به زیورآلات با دوام محدود می‌شود. برای مثال شامل گل‌ها نمی‌باشد. قرن هاست که فلزات (غالباً به صورت ترکیب با سنگ‌های جواهر)، مواد پایه‌ای رایج برای جواهرات بوده‌اند، ولی مواد دیگر مانند صدف و مواد رستنی نیز می‌تواند به کار رود.
جواهر یکی از قدیمی‌ترین انواع مصنوعات از دید باستان‌شناسی است. مهره‌های ساخته شده از صدف ناساریوس (Nassarius) با دیرینه ۱۰۰ هزار ساله، قدیمی‌ترین جواهر شناخته شده به حساب می‌آید. جواهرات در هر فرهنگ دارای اشکال پایه‌ای مختلف هستند، ولی معمولاً پایداری طولانی دارند. در فرهنگ‌های اروپایی اشکال رایج جواهرات به صورت آنچه در بالا نام برده شد، از زمان‌های باستان متداوم بوده‌است. در حالی که بقیه اشکال مانند زیورآلات بینی و مچ پا که در بقیه فرهنگ‌ها حائز اهمیت بوده، بسیار کم رواج داشته‌است. بنا به شواهد تاریخی، بیشترین گستره تأثیرات بر طرح و مدل جواهر از آسیا بوده‌است.
جواهر می‌تواند از تعداد زیادی ماده ساخته شود. سنگ‌های قیمتی و مواد مشابه مانند کهربا، مروارید، فلزات گرانبها، مهره و صدف به‌طور گسترده به عنوان جواهر استفاده شده‌اند و لعاب نیز اغلب دارای اهمیت بوده‌است. جواهر در اکثر فرهنگ‌ها به خاطر ویژگی‌های ماده تشکیل دهنده، طرح و مدل یا سمبل معنادار آن به عنوان نماد حالت شناخته می‌شود. جواهر برای تزئین تقریباً تمام نقاط بدن از سنجاق سر تا حلقه انگشت‌های پا و حتی اندام‌های دیگر ساخته شده‌است. روش استفاده از جواهر برای جنسیت‌های مختلف، بچه‌ها و افراد بزرگ‌تر در فرهنگ‌های مختلف بسیار تفاوت دارد، ولی زن‌های بالغ ثابت قدم‌ترین استفاده‌کننده‌های آن بوده‌اند. برای مثال، در ایران رسمی وجود دارد که در جشن عروسی به عنوان هدیه‌ای از طرف پدر و مادر داماد سرویس طلا به عروس هدیه می‌شود. در فرهنگ امروزی اروپا، استفاده از جواهر برای مردان بالغ نسبت به فرهنگ‌های دیگر و اعصار مختلف اروپا کم است.
کلمه “jewellery” به معنی جواهر از زبان پارسی به معنی «گوهر» است و بعد به اروپا وارد شد و  “jewel” مشتق شده‌ است که انگلیسی شده واژه “jouel” در زبان فرانسوی باستان و فراتر از آن کلمه لاتین “jocale” به معنی اسباب بازی است. در زبان انگلیسی بریتانیایی، انگلیسی زلاند نویی، انگلیسی ایرلندی، انگلیسی استرالیایی و انگلیسی آفریقای جنوبی به صورت “jewellery” نوشته می‌شود. در حالی که در انگلیسی آمریکایی به صورت “jewelry” است. در انگلیسی کانادایی هر دو کلمه استفاده می‌شود. گرچه شکل کلمه به صورت “jewelry” دو برابر استفاده می‌شود. در فرانسوی و بعضی زبان‌های اروپایی عبارت متناظر “joaillerie” ممکن است علاوه بر اشیا استفاده شده توسط انسان، برای فلزکاری با فلز گرانبها در مواردی چون اشیا هنری و اقلام کلیسا نیز استفاده شود.

## شکل و عملکردها
در طول تاریخ، انسانها برای اهداف متفاوتی از جواهرات استفاده کرده‌اند:
- کاربردهای عملی، معمولا برای نگه داشتن لباس یا مو در مکان خود.
- نشان‌دهنده وضعیت اجتماعی و جایگاه شخصی، مانند حلقه ازدواج
- نشان دادن تعلق به یک گروه خاص، چه قومی، مذهبی یا اجتماعی باشد
- برای امنیت طلسمی (برای مثال به صورت گردنبند)
- پیش‌نمایش هنری
- به عنوان حامل یا نماد یک معنی شخصی - مانند عشق، سوگ، نقطه مهم در زندگی یا حتی شانس
- معمولا به عنوان یک سرمایه خوب در نظر گرفته می‌شود
- خرافات

در بیشتر فرهنگ‌ها، در لحظاتی از تاریخ، تمرکز زیادی بر ذخیره سازی ارزش‌های مادی به صورت جواهرات وجود داشت. در بسیاری از فرهنگ‌ها، جهیزیه ازدواج به صورت جواهرات نگهداری می‌شود یا جواهرات تولید می‌شود به عنوان یک راه برای نگهداری یا نشان دادن پول. علاوه بر این، جواهرات به عنوان یک ارز یا کالا برای خرید و فروش استفاده شده است مثالی از این می‌تواند استفاده از گردنبند‌های برده باشد.

## طراحی جواهرات
طراحی جواهرات یک هنر یا حرفه است که در آن جواهرات طراحی و ساخته می‌شود. این یکی از قدیمی‌ترین شکل‌های زیبایی است که حداقل به 7000 سال پیش از میلاد مسیح برمی‌گردد، براساس باستان‌شناسی در تمدن دره سیند، میان‌رودان و مصر.
از سال 1714 تا 1830 میلادی، ایجاد جواهرات با عناصر طبیعی، سنگ‌های قیمتی سبز و بنفش، محبوب بود و این دوران را دوران جورجیان می‌نامند. در دوران ویکتوریایی اولیه، نمادهای حیوانی و الگوهای چند رنگ فلزی اضافه شدند.
قبل از ایجاد یک مورد جواهرات، ابتدا مفاهیم طراحی تصویرسازی می‌شوند، پس از آن رسم‌ها و نقشه‌های فنی دقیق توسط طراح جواهرات که یک حرفه‌ای با دانش معماری و عملی مواد، ساخت و ساز، ترکیب، مناسب برای پوشیدن و نوسانات بازار است، ایجاد می‌شود.